# Seogwipo
Seogwipo (Hán Việt: Tây Quy Phổ) là một thành phố ở tỉnh Jeju Hàn Quốc.
Đô thị Seogwipo có diện tích 870,68 km2, dân số thời điểm năm 2008 ước khoảng 155.000 người. Tháng 7 năm 2006, thành phố được mở rộng bao gồm toàn bộ nửa phía nam của đảo Jeju. Thành phố này là một trong những địa điểm đăng cai World Cup 2002.

## Khí hậu
| Dữ liệu khí hậu của Seogwipo (1981−2010)   | Dữ liệu khí hậu của Seogwipo (1981−2010) | Dữ liệu khí hậu của Seogwipo (1981−2010) | Dữ liệu khí hậu của Seogwipo (1981−2010) | Dữ liệu khí hậu của Seogwipo (1981−2010) | Dữ liệu khí hậu của Seogwipo (1981−2010) | Dữ liệu khí hậu của Seogwipo (1981−2010) | Dữ liệu khí hậu của Seogwipo (1981−2010) | Dữ liệu khí hậu của Seogwipo (1981−2010) | Dữ liệu khí hậu của Seogwipo (1981−2010) | Dữ liệu khí hậu của Seogwipo (1981−2010) | Dữ liệu khí hậu của Seogwipo (1981−2010) | Dữ liệu khí hậu của Seogwipo (1981−2010) | Dữ liệu khí hậu của Seogwipo (1981−2010) |
| Tháng                                      | 1                                        | 2                                        | 3                                        | 4                                        | 5                                        | 6                                        | 7                                        | 8                                        | 9                                        | 10                                       | 11                                       | 12                                       | Năm                                      |
| ------------------------------------------ | ---------------------------------------- | ---------------------------------------- | ---------------------------------------- | ---------------------------------------- | ---------------------------------------- | ---------------------------------------- | ---------------------------------------- | ---------------------------------------- | ---------------------------------------- | ---------------------------------------- | ---------------------------------------- | ---------------------------------------- | ---------------------------------------- |
| Trung bình ngày tối đa °C (°F)             | 10.7 (51.3)                              | 11.6 (52.9)                              | 14.4 (57.9)                              | 18.5 (65.3)                              | 22.0 (71.6)                              | 24.6 (76.3)                              | 28.3 (82.9)                              | 30.1 (86.2)                              | 27.4 (81.3)                              | 23.4 (74.1)                              | 18.2 (64.8)                              | 13.2 (55.8)                              | 20.2 (68.4)                              |
| Trung bình ngày °C (°F)                    | 6.8 (44.2)                               | 7.8 (46.0)                               | 10.6 (51.1)                              | 14.8 (58.6)                              | 18.6 (65.5)                              | 21.7 (71.1)                              | 25.6 (78.1)                              | 27.1 (80.8)                              | 23.9 (75.0)                              | 19.3 (66.7)                              | 14.1 (57.4)                              | 9.3 (48.7)                               | 16.6 (61.9)                              |
| Tối thiểu trung bình ngày °C (°F)          | 3.6 (38.5)                               | 4.4 (39.9)                               | 7.1 (44.8)                               | 11.3 (52.3)                              | 15.3 (59.5)                              | 19.2 (66.6)                              | 23.5 (74.3)                              | 24.6 (76.3)                              | 21.1 (70.0)                              | 15.9 (60.6)                              | 10.6 (51.1)                              | 5.9 (42.6)                               | 13.5 (56.3)                              |
| Lượng Giáng thủy trung bình mm (inches)    | 61.0 (2.40)                              | 77.1 (3.04)                              | 131.2 (5.17)                             | 174.9 (6.89)                             | 205.8 (8.10)                             | 276.9 (10.90)                            | 309.8 (12.20)                            | 291.6 (11.48)                            | 196.6 (7.74)                             | 81.6 (3.21)                              | 71.4 (2.81)                              | 45.1 (1.78)                              | 1.923 (75.71)                            |
| Số ngày giáng thủy trung bình (≥ 0.1 mm)   | 10.3                                     | 9.5                                      | 11.0                                     | 10.5                                     | 10.7                                     | 12.9                                     | 14.3                                     | 14.2                                     | 10.3                                     | 6.1                                      | 7.4                                      | 8.1                                      | 125.3                                    |
| Độ ẩm tương đối trung bình (%)             | 62.8                                     | 62.1                                     | 62.4                                     | 64.5                                     | 69.9                                     | 78.2                                     | 84.1                                     | 79.0                                     | 72.5                                     | 63.9                                     | 63.2                                     | 62.2                                     | 68.7                                     |
| Số giờ nắng trung bình tháng               | 152.2                                    | 152.6                                    | 174.0                                    | 190.9                                    | 199.0                                    | 144.2                                    | 142.1                                    | 184.2                                    | 176.1                                    | 207.1                                    | 170.5                                    | 161.8                                    | 2.054,7                                  |
| Nguồn: Korea Meteorological Administration |                                          |                                          |                                          |                                          |                                          |                                          |                                          |                                          |                                          |                                          |                                          |                                          |                                          |

## Thành phố kết nghĩa
- Karatsu, Nhật Bản